# Jordan Woods-Robinson
Jordan Woods-Robinson (Cocke County, 24 april 1985) is een Amerikaanse acteur en muzikant.

## Biografie
Woods-Robinson werd geboren en groeide op in Bybee, dit is een gemeentevrij gebied in Cocke County, op een dierenreddingsboerderij. Op latere leeftijd verhuisde hij naar New York waar hij de liefde kreeg voor het acteren, en studeerde daar af aan de Tisch School of the Arts. Naast het acteren is hij ook actief als muzikant, en speelt daarbij viool, mandoline, gitaar en bas.
Woods-Robinson begon in 2009 met acteren in de televisieserie Guiding Light, waarna hij nog meerdere rollen speelde in televisieseries en films.

## Filmografie

### Films
Uitgezonderd korte films.
- 2015 Solace - als mr. Oldfield
- 2014 The Hunger Games: Mockingjay - Part 1 - als stylist van Snow
- 2013 Missionary - als Alan Whitehall
- 2012 Le Capital - als Young
- 2011 A Little Bit of Heaven - als Brett Boyle
- 2010 Angel Camouflaged - als Kip
- 2009 Scare Zone - als geek 1
- 2009 Just Another Day - als klant 2

### Televisieseries
Uitgezonderd eenmalige gastrollen.
- 2016-2017 Good Behavior - als Nate - 2 afl.
- 2015-2017 The Walking Dead - als Eric Raleigh - 16 afl.
- 2017 Nashville - als Randall St. Claire - 4 afl.
- 2012 Magic City - als Sterling Voss - 2 afl.

## Discografie
- 2016 - Anthem
- 2015 - Red Haired Boy